# Autonome Republik Krim
Die Autonome Republik Krim ist eine völkerrechtlich zur Ukraine gehörende Gebietskörperschaft. 2014 wurde sie von Russland besetzt und annektiert. Aus ukrainischer und internationaler Sicht des Völkerrechts ist sie als Autonome Republik Krim (ukrainisch Автономна Республіка Крим Awtonomna Respublika Krym; krimtatarisch Qırım Muhtar Cumhuriyeti) die südlichste Region der Ukraine und ihre einzige autonome Republik. Aus Sicht des russischen Besatzungsregimes ist sie als Republik Krim (russisch Республика Крым Respublika Krym; ukrainisch Республіка Крим Respublika Krym; krimtatarisch Qırım Cumhuriyeti) ein Föderationssubjekt Russlands, das seit dem 28. Juli 2016 Teil des Föderationskreises Südrussland ist.
Die (Autonome) Republik Krim hatte 2014 rund 2,02 Millionen Einwohner. Mit einer Fläche von etwa 26.000 km² nimmt sie fast die gesamte Fläche der Halbinsel Krim ein, lediglich die Stadt Sewastopol hat den Status einer Stadt mit Subjektstatus und gehört daher nicht zur (Autonomen) Republik Krim, ebenso wie der Norden der Arabat-Nehrung nicht zur Republik gehört.
Mit der Gründung der Ukraine als unabhängiger postsowjetischer Staat am 24. August 1991 blieb die Krim im Zuge der Rechtsnachfolge Teil der Ukraine. Am 27. Februar 2014 besetzten Bewaffnete das Parlamentsgebäude in Simferopol. In der dann folgenden Sondersitzung stimmte das Parlament für die Ansetzung eines Referendums über den Status der Krim. Am 11. März erklärte das Parlament der Autonomen Republik deren Unabhängigkeit von der Ukraine, einschließlich Sewastopols. Die Republik Krim werde gegründet, sofern die Bevölkerung beim Referendum am 16. März für den Beitritt der Autonomen Republik Krim und der Stadt Sewastopol zur Russischen Föderation stimmen werde. Am 18. März wurde der Beitrittsvertrag unterzeichnet.
Mit der Ratifizierung des Beitrittsvertrags durch den russischen Föderationsrat am 21. März 2014 war aus russischer Sicht die Eingliederung als Republik Krim vollzogen. International werden diese Schritte jedoch überwiegend nicht anerkannt. Seitdem ist der rechtliche Status der (Autonomen) Republik Krim umstritten (siehe Abschnitt „Frage der Zugehörigkeit seit 2014“), die Krim wird aber noch von Russland kontrolliert.

## Geschichte

### Sowjetunion
Am 18. Oktober 1921 wurde die Autonome Sozialistische Sowjetrepublik der Krim innerhalb der Russischen Sozialistischen Föderativen Sowjetrepublik (RSFSR) gegründet. Sie umfasste die gesamte Krim, also das Gebiet der heutigen Autonomen Republik Krim und die Stadt Sewastopol. Am 30. Juni 1945 wurde der Autonomiestatus der Krim aufgehoben, sie wurde zur Oblast Krim. Durch Erlass vom 29. Oktober 1948 wurde die Stadt Sewastopol aus der Oblast Krim ausgegliedert und erhielt den Status einer eigenen Oblast.
Durch Beschluss des Obersten Sowjets der UdSSR am 19. Februar 1954 aus Anlass des 300. Jahrestags des Vertrags von Perejaslaw wurde die Oblast Krim am 26. April 1954 an die Ukrainische Sozialistische Sowjetrepublik (USSR) angeschlossen. Hinsichtlich der nicht zur Oblast Krim gehörenden Stadt Sewastopol erfolgte dabei keine explizite Festlegung, jedoch wurde im Artikel 77 der Verfassung der USSR von 1978 festgestellt, dass Sewastopol den Status einer unmittelbar der USSR unterstehenden Stadt hat.
Als Ergebnis einer Volksabstimmung am 20. Januar 1991 wurde die Autonome Sozialistische Sowjetrepublik der Krim am 12. Februar 1991 innerhalb der Ukrainischen Sozialistischen Sowjetrepublik wiederhergestellt. Im Juni 1991 organisierten sich die Krimtataren auf der Krim erstmals politisch im Medschlis des Krimtatarischen Volkes. Gewählt wurde der Madschlis als bevollmächtigtes Organ des Volkes der Krimtataren.

### Unabhängigkeit der Ukraine
Im Zuge der Auflösung der Sowjetunion wurde die Ukrainische Sozialistische Sowjetrepublik am 24. August 1991 in den bestehenden Grenzen zum unabhängigen ukrainischen Staat. Durch die Rechtsnachfolge blieb die Autonome Sozialistische Sowjetrepublik der Krim ein Teil des neuen Staates Ukraine.
In dem im Jahr 1991 in der USSR durchgeführten Referendum über die Unabhängigkeit der Ukraine stimmten von den Wählern auf der Krim 42 % gegen und 54 % für die Unabhängigkeit der Ukraine von der Sowjetunion.
Am 26. Februar 1992 beschloss der Oberste Sowjet der Autonomen Sozialistischen Sowjetrepublik der Krim die Umbenennung in „Republik Krim“. Der Oberste Sowjet erklärte am 5. Mai 1992 die Republik Krim für unabhängig, doch bereits die am Folgetag verkündete Verfassung der Republik Krim beschreibt sie als Teil der Ukraine. Am 21. September 1994 wurde die Republik Krim zur Autonomen Republik Krim.
Am 6. Mai 1992 verabschiedeten die Abgeordneten des Parlaments in Simferopol die Verfassung der Republik Krim. Nach Protesten des ukrainischen Parlaments wurde diese Verfassung der ukrainischen Rechtsordnung angepasst. Die Krim verfügte jetzt über ein eigenes Wappen und eine Flagge.
Am 16. und 30. Januar 1994 wurden auf der Krim eigene Präsidentschaftswahlen durchgeführt, bei denen sich Juri Meschkow mit 72,9 % der Stimmen gegen Nikolai Bagrow durchsetzte. Meschkow vom Russischen Block erklärte sich selbst zum Präsidenten und strebte einen Anschluss der Krim an Russland an. Die ukrainische Regierung erklärte die Wahlen auf der Krim für illegal. Bei den Wahlen zum Regionalparlament der autonomen Republik Krim am 27. März und 10. April 1994 gewann der Russische Block unter Führung von Juri Meschkow 54 der 98 Sitze. Gleichzeitig wurde ein Referendum für eine größere Selbständigkeit der autonomen Republik Krim abgehalten, bei dem sich 90 % der Teilnehmer dafür aussprachen. Präsident Leonid Krawtschuk erklärte das Referendum der Krim für ungültig.
Am 20. Mai 1994 beschloss das Regionalparlament der Krim, die Verfassung der vorherigen Republik Krim vom 6. Mai 1992 wieder in Kraft zu setzen, die zwar die Krim als einen Teil der Ukraine bezeichnet, aber die Beziehungen zwischen der Krim und der Ukraine sollten wie zwischen souveränen Staaten geregelt werden. Am Tag darauf forderte die Werchowna Rada, die Entscheidung umgehend zurückzunehmen. Das Regionalparlament der Krim hob am 1. Juni 1994 auf Druck der Regierung in Kiew alle Beschlüsse für eine Unabhängigkeit wieder auf.
Im Sommer 1994 kam es zu Machtkämpfen zwischen Parlament und Präsident. Wiederholt forderte das ukrainische Parlament die Unterordnung der Gesetzgebung auf der Krim unter ukrainisches Recht und drohte der Krim, ihr den Autonomiestatus zu entziehen. Die „Republik Krim“ verpflichtete sich daraufhin, keine Entscheidungen zu treffen, die im Widerspruch zur ukrainischen Verfassung stehen.
Am 7. September 1994 beschloss das Parlament in Simferopol die Befugnisse des Präsidenten der Krim wieder einzuschränken und ihm eine repräsentative Rolle zukommen zu lassen ohne das Recht auf Regierungsbildung. Ein Gesetz hierzu wurde am 29. September 1994 mit 68 gegen 14 Stimmen angenommen. Zuvor hatte der Präsident Juri Meschkow am 11. September 1994 versucht, das Parlament aufzulösen. Der von Meschkow berufene Ministerpräsident der Krim, Jewgenij Subarow, trat am 15. September 1994 zurück.
Am 21. September 1994 wurde die bisherige Republik Krim zur Autonomen Republik Krim. Anatolij Franchuk von der Volkspartei (NP) wurde am 6. Oktober 1994 neuer Vorsitzender des Ministerrates.
Bis 1995 kam es immer wieder zu scharfen Konflikten zwischen der Ukraine und Russland. Neben der Aufteilung der Schwarzmeerflotte ging es um die Staatszugehörigkeit der Halbinsel. Durch den russisch-ukrainischen Freundschaftsvertrag von 1997 konnte dieser Konflikt erheblich entschärft werden, wenn auch das wechselseitige Verhältnis nicht spannungsfrei verlief. Russland hatte seither einen Teil des Militärhafens Sewastopol für seine Schwarzmeerflotte gepachtet.
Bei der am 21. November 2004 abgehaltenen Stichwahl im Rahmen der Präsidentschaftswahlen 2004 stimmten auf der Krim 82 % für Wiktor Janukowytsch, in Sewastopol 89 %. Wiktor Juschtschenko, aus den Wahlen 2004 siegreich hervorgegangener Gegenkandidat, kündigte am 4. Mai 2005 an, das Personal sämtlicher örtlicher Verwaltungsbehörden der Krim auszutauschen. Die Wähler stünden für einen Wechsel des Regimes und seiner Repräsentanten.
Von Juni 2006 bis März 2010 war Wiktor Plakida Ministerpräsident der Krim, sein Nachfolger wurde Wassyl Dscharty, der am 17. August 2011 im Amt verstarb. Bei den Präsidentschaftswahlen in der Ukraine 2010 stimmten in der Stichwahl 79 % (in Sewastopol 84 %) für Janukowytsch, der dieses Mal als Sieger gegen Oppositionsführerin Julija Tymoschenko aus der Wahl hervorging. Damit setzte sich der Trend fort, dass die Krim für pro-russische und nicht für pro-westliche oder ukrainisch-nationale Kandidaten stimmt. Am 7. November 2011 ernannte Janukowytsch den bisherigen ukrainischen Innenminister Anatolij Mohiljow zum neuen Ministerpräsidenten der Krim.

### Annexion durch Russland 2014
Die Besetzung der Krim durch russische Truppen unter Verstoß gegen das Allgemeine Gewaltverbot der UN-Charta, die Installation eines prorussischen Präsidenten unter Androhung von Waffengewalt und das undemokratische Referendum wurden durch Resolution 68/262 der UN-Generalversammlung geächtet. Aus dem Rechtsgrundsatz (ex injuria jus non oritur) leitet sich völkerrechtlich eine Nichtanerkennungspflicht der Annexion ab. Seit 2016 ist die de facto von Russland annektierte Krim Teil der russischen Verwaltungseinheit Föderationskreis Südrussland.

#### Besetzung des Parlaments am 27. Februar 2014
Am 27. Februar 2014 besetzten Bewaffnete, die sich als „Selbstverteidiger der russischsprachigen Bevölkerung der Krim“ bezeichneten, das Parlamentsgebäude in Simferopol. In der dann folgenden Sondersitzung hatten nach einer Verlautbarung der Pressesprecherin des Parlaments von 64 anwesenden Abgeordneten 61 für ein Referendum über die Unabhängigkeit der Krim gestimmt, das am 25. Mai 2014, gleichzeitig mit den Präsidentschaftswahlen in der Ukraine, abgehalten werden sollte. Die Abstimmungen waren nicht öffentlich, Journalisten wurden ausgeschlossen. Zutritt erhielten nur Abgeordnete, die zuvor von dem gerade gewählten Sergei Walerjewitsch Aksjonow eingeladen worden waren.
Während der Sitzung waren schwer Bewaffnete im Saal. Der russische Feldkommandeur Igor Girkin teilte dazu mit: „Es waren die Kämpfer, welche die Abgeordneten zusammengetrommelt und zum Abstimmen gezwungen haben. Ja, ich war einer der Kommandeure dieser Kämpfer.“ Nach Recherchen des Aftenposten waren mit nur 36 Abgeordneten zu wenige Abstimmungsberechtigte anwesend, um das Quorum von 51 Mitgliedern für die Beschlussfähigkeit zu erfüllen. Es wurden Stimmen von Parlamentsmitgliedern gezählt, die nach eigenen Angaben nicht anwesend waren. Dies betreffe mindestens zehn der abgegebenen Stimmen, für die aus dem Safe des Parlaments entwendete Duplikate der Stimmkarten verwendet worden seien. Manche Abgeordnete, deren Stimmen registriert wurden, seien nach eigenen Angaben am Abstimmungstag nicht einmal in Simferopol gewesen.
In derselben Sitzung setzte das Parlament Anatolij Mohiljow ab und ernannte Sergei Aksjonow, Chef der prorussischen Partei „Russische Einheit“, zum neuen Ministerpräsidenten der Autonomen Republik Krim. Aksjonow wurde von der ukrainischen Übergangsregierung nicht als neuer Ministerpräsident der Krim anerkannt. Er selbst betrachtete Wiktor Janukowytsch weiterhin als rechtmäßigen Präsidenten der Ukraine.

#### Politische Vorgänge unter russischer Besatzung
Nach der gewaltsamen Besetzung durch Russland sind die politischen Entscheidungen als unfrei und unter Gewaltandrohung entstanden anzusehen.
Das Parlament der Autonomen Republik Krim und der Stadtrat von Sewastopol verabschiedeten am 11. März 2014 eine Unabhängigkeitserklärung. Die Unabhängigkeit wurde vom Ausgang des Referendums über den Status der Krim abhängig gemacht: „Wenn als Ergebnis des am 16. März 2014 stattfindenden Referendums der direkte Wille der Völker der Krim zum Ausdruck kommt, dass die Krim, bestehend aus der Autonomen Republik Krim und der Stadt Sewastopol, Russland beitreten soll, so wird ein unabhängiger und souveräner Staat mit einer republikanischen Staatsform deklariert werden.“ Beim Referendum am 16. März sprachen sich die Einwohner mehrheitlich für diesen Schritt aus. Der russische Staatspräsident Wladimir Putin räumte wenig später ein, dass das Referendum von russischen Soldaten überwacht worden war.
Am 17. März wurde für die Übergangszeit der international nicht anerkannte Staat „Republik Krim“ gegründet, zu dem sowohl die Autonome Republik Krim als auch Sewastopol gehörten. Gleichzeitig wurde ein Beitrittsantrag zur Russischen Föderation gestellt. Am 18. März 2014 wurde mit Präsident Wladimir Putin ein Beitrittsvertrag unterzeichnet. Am 21. März 2014 ratifizierte der russische Föderationsrat den Beitrittsvertrag. Damit war die gesamte Krim aus Russlands Sicht nun Teil der Föderation.

#### Sichtweise der Ukraine und der internationalen Staatengemeinschaft
Aus Sicht der Ukraine und auch aus der des Großteils der internationalen Staatengemeinschaft waren alle Schritte, die zur Unabhängigkeit und dem späteren Beitritt zu Russland führten, völkerrechtswidrig und somit nichtig. Die Ukraine beansprucht die gesamte Krim als integralen Bestandteil ihres Staatsgebietes. Gemäß ihrer Verfassung ist eine einseitige Abspaltung einzelner Gebiete (auch per Referendum) nicht möglich. Eine Abspaltung könnte nur durch eine nationale Volksabstimmung oder das ukrainische Parlament beschlossen werden.
Für die Ukraine besteht der Teil der Krim (ohne Sewastopol) somit unverändert als ihre – bis zur Auflösung des Regionalparlaments durch die Werchowna Rada teilsouveräne – administrative Einheit unter dem Namen Autonome Republik Krim fort.
Diese Sichtweise wird von vielen Staaten, darunter die USA, Deutschland, Großbritannien und Frankreich, sowie von der Europäischen Union unterstützt.

#### Russische Sichtweise
Russland hält die Krim seit dem Beitrittsvertrag vom 21. März für einen Teil seines Hoheitsgebiets. Die russische Regierung war auch die einzige weltweit, die die Sezessionsregion Republik Krim explizit als souveränen Staat anerkannt hat. Russland beruft sich dabei wie die Krim-Regierung auf das Selbstbestimmungsrecht der Völker und erkennt das Referendum über den Status der Krim deshalb als völkerrechtskonform an. Zudem weisen sie auf ein Rechtsgutachten zur Gültigkeit der Unabhängigkeitserklärung Kosovos des Internationalen Gerichtshofs vom 22. Juli 2010 hin, das bestätigen soll, dass die einseitige Unabhängigkeitserklärung von Teilen eines Staates keine Regeln des Völkerrechts verletze.
Nach dem Beitritt der Republik Krim zu Russland wurde das Gebiet wieder in zwei Einheiten unterteilt; sowohl der Teil der ursprünglichen Autonomen Republik Krim, das nun nur noch Republik Krim genannt wird, als auch die Stadt Sewastopol erhielten jeweils den Status eines Föderationssubjekts. In der föderalen Gliederung Russlands wurde für die beiden neuen Gliedstaaten außerdem ein eigener Föderationskreis gegründet (siehe Krim (Föderationskreis)). Am 28. Juli 2016 wurde der Föderationskreis Krim aufgelöst, dabei gingen die Republik Krim und die Stadt Sewastopol in den Föderationskreis Südrussland auf.
Seit 16. März 2014 gelten die russischen Visabestimmungen. Reisende, die die Krim besuchen, benötigen daher ein russisches Visum. Zudem wurde die russische Währung Rubel eingeführt.

#### UN-Sicherheitsrat, Resolutionen der UN-Generalversammlung
Die VR China enthielt sich im UN-Sicherheitsrat bei einem von der Ukraine eingebrachten Resolutionsentwurf, der das Referendum über den Anschluss der Krim an Russland für ungültig erklären sollte, der Stimme. Diese Enthaltung wurde als ein Ausdruck der Missbilligung des Referendums interpretiert. Russland legte sein Veto ein.
Am 27. März 2014 verabschiedete die Generalversammlung der Vereinten Nationen auf Antrag von Kanada, Costa Rica, Deutschland, Litauen, Polen und der Ukraine die Resolution 68/262, in der das Referendum vom 16. März für ungültig erklärt wurde. Sie bestätigte die territoriale Integrität der Ukraine in ihren international anerkannten Grenzen und forderte alle Staaten, internationalen Organisationen und Sonderorganisationen auf, keine Änderung des Status der Autonomen Republik Krim und der Stadt Sewastopol anzuerkennen und alle Handlungen oder Geschäfte zu unterlassen, die als Anerkennung eines solchen geänderten Status ausgelegt werden könnten. Die Resolution bezieht sich dabei ausdrücklich auf den Vorrang des in der UN-Charta festgeschriebenen Grundsatzes der territorialen Unversehrtheit aller Mitgliedsstaaten, das Budapester Memorandum von 1994 und den ukrainisch-russischen Freundschaftsvertrag vom Mai 1997. Resolutionen der UN-Generalversammlung sind allerdings generell nicht bindend.
Am 7. Dezember 2020 forderte die UN-Generalversammlung die russische Föderation als Okkupationsmacht in einer Resolution auf, sofort und bedingungslos seine Truppen von der Krim abzuziehen und die Besetzung der Krim unverzüglich zu beenden.

## Bevölkerung

### Entwicklung der Einwohnerzahlen
Angaben der Ukraine, Quelle:
| Jahr      | 1989      | 1990      | 1991      | 1992      | 1993      | 1994      | 1995      | 1996      | 1997      | 1998      | 1999      | 2000      | 2001      |
| --------- | --------- | --------- | --------- | --------- | --------- | --------- | --------- | --------- | --------- | --------- | --------- | --------- | --------- |
| Einwohner | 2.063.600 | 2.102.400 | 2.146.500 | 2.184.500 | 2.222.700 | 2.235.500 | 2.221.000 | 2.199.800 | 2.169.100 | 2.138.600 | 2.109.900 | 2.079.000 | 2.024.000 |

| Jahr      | 2002      | 2003      | 2004      | 2005      | 2006      | 2007      | 2008      | 2009      | 2010      | 2011      | 2012      | 2013      | 2014      |
| --------- | --------- | --------- | --------- | --------- | --------- | --------- | --------- | --------- | --------- | --------- | --------- | --------- | --------- |
| Einwohner | 2.033.700 | 2.018.400 | 2.005.127 | 1.994.300 | 1.983.800 | 1.977.100 | 1.971.100 | 1.967.300 | 1.965.300 | 1.963.500 | 1.963.000 | 1.966.200 | 1.967.200 |

Nach einem russischen Zensus im Jahr 2014 hatte die Krim damals 1.889.400 Einwohner.

### Ethnien
Seit dem Anfang des 20. Jahrhunderts bilden die Russen die relative, seit der Deportation der Krimtataren nach Zentralasien ab 1944 auch die absolute Mehrheit unter den ethnischen Gruppen in der Autonomen Republik Krim. Nach den Ergebnissen der Volkszählung 2001 zur Verteilung der Nationalitäten
stellten sie 58,5 % der Bevölkerung. 24,4 % waren Ukrainer, und 12,1 % Krimtataren. Diese durften ab 1988 in ihre alte Heimat zurückkehren.
| Ethnien         | Einwohner | 1989 (%) | 2001 (%) | Veränderung (%) |
| --------------- | --------- | -------- | -------- | --------------- |
| Russen          | 1.180.400 | 65,6     | 58,5     | 0−11,6          |
| Ukrainer        | 0.492.200 | 26,7     | 24,4     | 00−9,5          |
| Krimtataren     | 0.243.400 | 01,9     | 12,1     | +540,0          |
| Belarussen      | 0.029.200 | 02,1     | 01,5     | 0−31,1          |
| Tataren         | 0.011.000 | 00,5     | 00,5     | 0+16,2          |
| Armenier        | 0.008.700 | 00,1     | 00,4     | +270,0          |
| Juden           | 0.004.500 | 00,7     | 00,2     | 0−69,8          |
| Polen           | 0.003.800 | 00,3     | 00,2     | 0−29,1          |
| Moldauer        | 0.003.700 | 00,3     | 00,2     | 0−31,2          |
| Aserbaidschaner | 0.003.700 | 00,1     | 00,2     | 0+70,0          |
| Usbeken         | 0.002.900 | 00,0     | 00,1     | +360,0          |
| Koreaner        | 0.002.900 | 00,1     | 00,1     | 0+22,6          |
| Griechen        | 0.002.800 | 00,1     | 00,1     | 0+12,0          |
| Deutsche        | 0.002.500 | 00,1     | 00,1     | 0+16,3          |
| Mordwinen       | 0.002.200 | 00,2     | 00,1     | 0−49,8          |
| Tschuwaschen    | 0.002.100 | 00,2     | 00,1     | 0−42,9          |
| Roma            | 0.001.900 | 00,1     | 00,1     | 0+13,1          |
| Bulgaren        | 0.001.900 | 00,1     | 00,1     | 00+3,7          |
| Georgier        | 0.001.800 | 00,2     | 00,1     | 0+21,9          |
| Mari            | 0.001.100 | 00,2     | 00,1     | 0−37,8          |
| Gesamt          | 2.024.000 | 100      | 100      | 00−0,6          |

### Sprachen
Bei der Volkszählung 2001 gaben 77,0 % als Muttersprache Russisch an, 11,4 % Krimtatarisch und 10,1 % Ukrainisch.

## Städte
In der (Autonomen) Republik Krim liegen 16 Städte, davon bilden elf jeweils einen eigenen Stadtkreis, während vier einem Rajon zugehören. Die Stadt Alupka ist der Stadt Jalta zugeordnet.
| Name (ukrainisch) | Name (ukrainisch) | Name (russisch) | Name (russisch) | Name (krimtatarisch) | Einwohner | Rajon            |
| transkribiert     | kyrillisch        | transkribiert   | kyrillisch      |                      | (2014)    |                  |
| ----------------- | ----------------- | --------------- | --------------- | -------------------- | --------- | ---------------- |
| Simferopol        | Сімферополь       | Simferopol      | Симферополь     | Aqmescit             | 338.038   |                  |
| Kertsch           | Керч              | Kertsch         | Керчь           | Kerç                 | 158.165   |                  |
| Jalta             | Ялта              | Jalta           | Ялта            | Yalta                | 138.152   |                  |
| Jewpatorija       | Євпаторія         | Jewpatorija     | Евпатория       | Kezlev               | 117.565   |                  |
| Feodossija        | Феодосія          | Feodossija      | Феодосия        | Kefe                 | 108.788   |                  |
| Dschankoj         | Джанкой           | Dschankoi       | Джанкой         | Canköy               | 042.861   |                  |
| Krasnoperekopsk   | Красноперекопськ  | Krasnoperekopsk | Красноперекопск | Krasnoperekopsk      | 030.902   |                  |
| Aluschta          | Алушта            | Aluschta        | Алушта          | Aluşta               | 029.781   |                  |
| Saky              | Саки              | Saki            | Саки            | Saq                  | 028.522   |                  |
| Bachtschyssaraj   | Бахчисарай        | Bachtschissarai | Бахчисарай      | Bağçasaray           | 026.700   | Bachtschyssaraj  |
| Armjansk          | Армянськ          | Armjansk        | Армянск         | Ermeni Bazar         | 024.508   |                  |
| Bilohirsk         | Білогірськ        | Belogorsk       | Белогорск       | Qarasuvbazar         | 018.420   | Bilohirsk        |
| Sudak             | Судак             | Sudak           | Судак           | Sudaq                | 016.143   |                  |
| Schtscholkine     | Щолкіне           | Schtscholkino   | Щёлкино         | Şçolkino             | 011.677   | Lenine           |
| Staryj Krym       | Старий Крим       | Stary Krym      | Старый Крым     | Eski Qırım           | 009.960   | Kirowske         |
| Alupka            | Алупка            | Alupka          | Алупка          | Alupka               | 008.745   | Stadtkreis Jalta |

## Administrative Einteilung
Die (Autonome) Republik Krim ist in 14 Rajone und 11 Stadtkreise untergliedert. Teilweise sind den Städten der Stadtkreise noch weitere Orte zugeordnet, daher können die Einwohnerzahlen von denen der Städte abweichen.
| \| Nummer (siehe Karte) \| Rajon / Stadtkreis \| Einwohner (2014) \| Fläche in km² \| Bevölkerungsdichte Einw./km² \| Verwaltungssitz \| \| -------------------- \| ------------------ \| ---------------- \| ------------- \| ---------------------------- \| ---------------- \| \| 01 \| Bachtschyssaraj \| 092.542 \| 1589 \| 0058 \| Bachtschyssaraj \| \| 02 \| Bilohirsk \| 066.458 \| 1894 \| 0035 \| Bilohirsk \| \| 03 \| Dschankoj \| 082.328 \| 2667 \| 0031 \| Dschankoj \| \| 04 \| Kirowske \| 058.016 \| 1208 \| 0048 \| Kirowske \| \| 05 \| Krasnohwardijske \| 093.782 \| 1766 \| 0053 \| Krasnohwardijske \| \| 06 \| Krasnoperekopsk \| 031.843 \| 1231 \| 0026 \| Krasnoperekopsk \| \| 07 \| Lenine \| 069.629 \| 2919 \| 0024 \| Lenine \| \| 08 \| Nyschnjohirskyj \| 056.976 \| 1212 \| 0047 \| Nyschnjohirskyj \| \| 09 \| Perwomajske \| 040.367 \| 1474 \| 0027 \| Perwomajske \| \| 10 \| Rosdolne \| 037.185 \| 1231 \| 0030 \| Rosdolne \| \| 11 \| Saky \| 080.964 \| 2257 \| 0036 \| Saky \| \| 12 \| Simferopol \| 149.253 \| 1753 \| 0085 \| Simferopol \| \| 13 \| Sowjetskyj \| 037.576 \| 1080 \| 0035 \| Sowjetskyj \| \| 14 \| Tschornomorske \| 034.112 \| 1509 \| 0023 \| Tschornomorske \| \| 15 \| Aluschta \| 052.215 \| 0600 \| 0087 \| (Stadtkreis) \| \| 16 \| Armjansk \| 026.867 \| 0162 \| 0166 \| (Stadtkreis) \| \| 17 \| Dschankoj \| 042.861 \| 0026 \| 1648 \| (Stadtkreis) \| \| 18 \| Jewpatorija \| 117.565 \| 0065 \| 1808 \| (Stadtkreis) \| \| 19 \| Kertsch \| 158.165 \| 0108 \| 1464 \| (Stadtkreis) \| \| 20 \| Krasnoperekopsk \| 030.902 \| 0022 \| 1405 \| (Stadtkreis) \| \| 21 \| Saky \| 028.522 \| 0029 \| 0984 \| (Stadtkreis) \| \| 22 \| Simferopol \| 358.108 \| 0107 \| 3347 \| (Stadtkreis) \| \| 23 \| Sudak \| 029.448 \| 0539 \| 0055 \| (Stadtkreis) \| \| 24 \| Feodossija \| 108.788 \| 0350 \| 0311 \| (Stadtkreis) \| \| 25 \| Jalta \| 139.584 \| 0283 \| 0493 \| (Stadtkreis) \| |                    |                  |               |                              |                  |
| Nummer (siehe Karte) | Rajon / Stadtkreis | Einwohner (2014) | Fläche in km² | Bevölkerungsdichte Einw./km² | Verwaltungssitz  |
| 01 | Bachtschyssaraj    | 092.542          | 1589          | 0058                         | Bachtschyssaraj  |
| 02 | Bilohirsk          | 066.458          | 1894          | 0035                         | Bilohirsk        |
| 03 | Dschankoj          | 082.328          | 2667          | 0031                         | Dschankoj        |
| 04 | Kirowske           | 058.016          | 1208          | 0048                         | Kirowske         |
| 05 | Krasnohwardijske   | 093.782          | 1766          | 0053                         | Krasnohwardijske |
| 06 | Krasnoperekopsk    | 031.843          | 1231          | 0026                         | Krasnoperekopsk  |
| 07 | Lenine             | 069.629          | 2919          | 0024                         | Lenine           |
| 08 | Nyschnjohirskyj    | 056.976          | 1212          | 0047                         | Nyschnjohirskyj  |
| 09 | Perwomajske        | 040.367          | 1474          | 0027                         | Perwomajske      |
| 10 | Rosdolne           | 037.185          | 1231          | 0030                         | Rosdolne         |
| 11 | Saky               | 080.964          | 2257          | 0036                         | Saky             |
| 12 | Simferopol         | 149.253          | 1753          | 0085                         | Simferopol       |
| 13 | Sowjetskyj         | 037.576          | 1080          | 0035                         | Sowjetskyj       |
| 14 | Tschornomorske     | 034.112          | 1509          | 0023                         | Tschornomorske   |
| 15 | Aluschta           | 052.215          | 0600          | 0087                         | (Stadtkreis)     |
| 16 | Armjansk           | 026.867          | 0162          | 0166                         | (Stadtkreis)     |
| 17 | Dschankoj          | 042.861          | 0026          | 1648                         | (Stadtkreis)     |
| 18 | Jewpatorija        | 117.565          | 0065          | 1808                         | (Stadtkreis)     |
| 19 | Kertsch            | 158.165          | 0108          | 1464                         | (Stadtkreis)     |
| 20 | Krasnoperekopsk    | 030.902          | 0022          | 1405                         | (Stadtkreis)     |
| 21 | Saky               | 028.522          | 0029          | 0984                         | (Stadtkreis)     |
| 22 | Simferopol         | 358.108          | 0107          | 3347                         | (Stadtkreis)     |
| 23 | Sudak              | 029.448          | 0539          | 0055                         | (Stadtkreis)     |
| 24 | Feodossija         | 108.788          | 0350          | 0311                         | (Stadtkreis)     |
| 25 | Jalta              | 139.584          | 0283          | 0493                         | (Stadtkreis)     |

## Vorsitzende des Ministerrats der (Autonomen) Republik Krim
| Name                | Zeitraum                            | Partei                                     |
| ------------------- | ----------------------------------- | ------------------------------------------ |
| Witalij Kuraschyk   | 22. März 1991 – 20. Mai 1993        | unabhängig                                 |
| Borys Samsonow      | 20. Mai 1993 – 4. Februar 1994      | unabhängig                                 |
| Jurij Mjeschkow 1   | 4. Februar 1994 – 6. Oktober 1994   | RPK + Russischer Block                     |
| Anatolij Frantschuk | 6. Oktober 1994 – 22. März 1995     | NP                                         |
| Anatolij Drobotow 2 | 22. März 1995 – 31. März 1995       | KPK + Russischer Block                     |
| Anatolij Frantschuk | 31. März 1995 – 26. Januar 1996     | NP                                         |
| Arkadij Demydenko   | 26. Januar 1996 – 4. Juni 1997      | unabhängig                                 |
| Anatolij Frantschuk | 4. Juni 1997 – 27. Mai 1998         | NP                                         |
| Serhij Kunizyn      | 27. Mai 1998 – 25. Juli 2001        | Kunitsyn Block (BK)                        |
| Walerij Horbatow    | 25. Juli 2001 – 29. April 2002      | PTU                                        |
| Serhij Kunizyn      | 29. April 2002 – 20. April 2005     | NDP                                        |
| Anatolij Matwijenko | 20. April 2005 – 21. September 2005 | Ukrainische Republikanische Partei (Sobor) |
| Anatolij Burdjuhow  | 23. September 2005 – 2. Juni 2006   | Unsere Ukraine (NSNU)                      |
| Wiktor Plakida      | 2. Juni 2006 – 17. März 2010        | NDP                                        |
| Wassyl Dscharty     | 17. März 2010 – 17. August 2011     | Partei der Regionen (PR)                   |
| Anatolij Mohiljow 3 | 8. November 2011 – 27. Februar 2014 | Partei der Regionen (PR)                   |
| Sergei Aksjonow 4   | seit 27. Februar 2014               | Einiges Russland                           |

## Wirtschaft und Tourismus

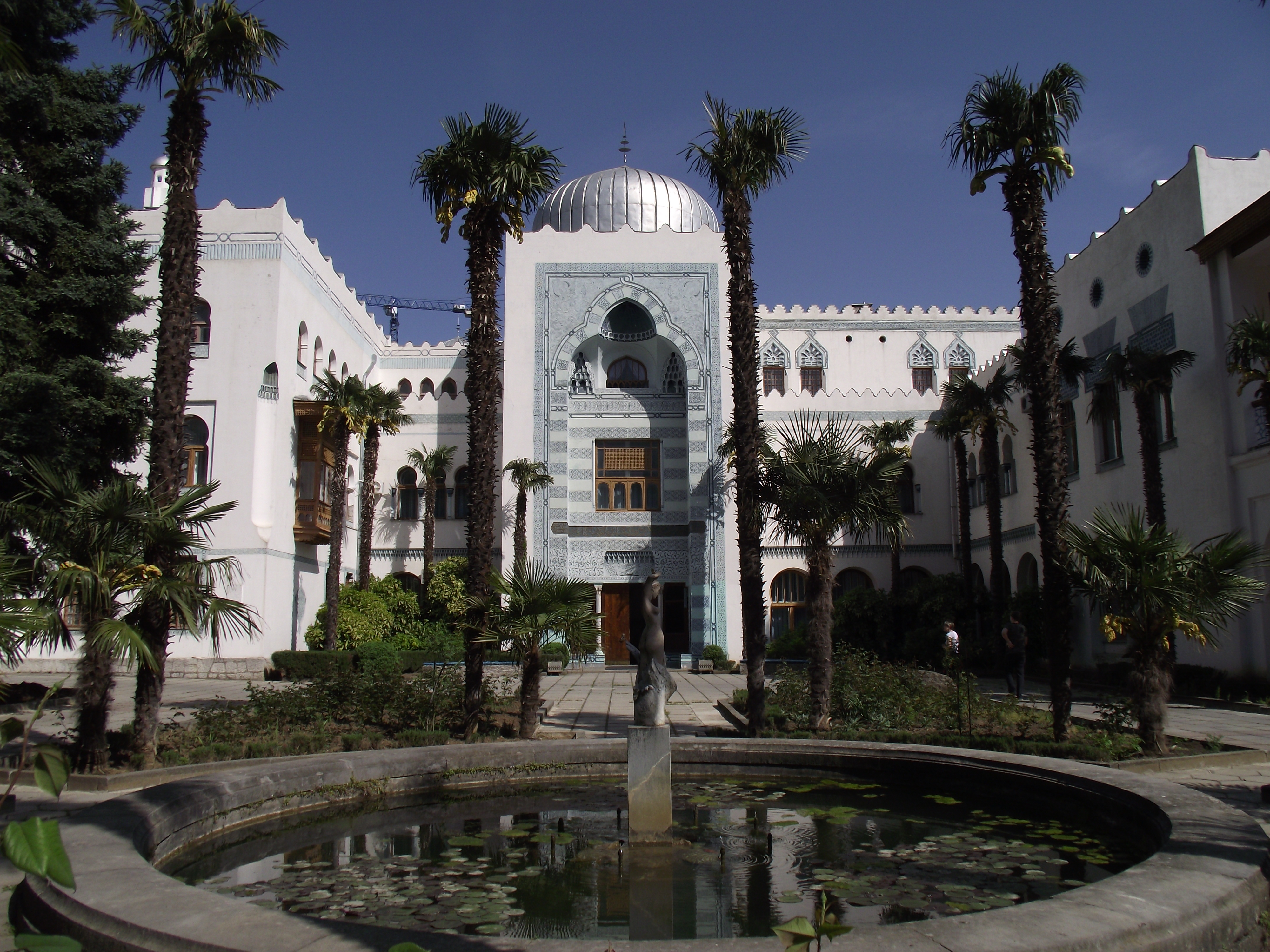
Dulber-Palast in Korejis

Die Wirtschaft der (Autonomen) Republik Krim beruht hauptsächlich auf Landwirtschaft und Tourismus. Begünstigt wird sie durch das besonders milde Klima auf der Halbinsel. Zentren des Tourismus sind die Urlaubsorte Jalta, Hursuf, Aluschta, Bachtschyssaraj, Feodossija und Sudak. Am Strand des Dorfes Popowka, etwa 28 km westlich von Jewpatorija, fand von 2001 bis 2013 von Juli bis August das Festival elektronischer Tanzmusik KaZantip statt.